# Headlines and Deadlines – The Hits of A-ha
Headlines and Deadlines – The Hits of A-ha é uma compilação que reúne os grandes sucessos da banda de synthpop norueguesa A-ha no período 1985 a 1991. Essa compilação foi lançada em 1999.

## Faixas
1. "Take On Me"
2. "Cry Wolf"
3. "Touchy"
4. "You Are The One" (Remix)
5. "Manhattan Skyline"
6. "The Blood That Moves The Body"
7. "Early Morning"
8. "Hunting High And Low" (Remix)
9. "Move To Memphis"
10. "I've Been Losing You"
11. "The Living Daylights"
12. "Crying In The Rain"
13. "I Call Your Name"
14. "Stay On These Roads"
15. "Train Of Thought" (Remix)
16. "The Sun Always Shines on T.V."

## Créditos
- Morten Harket: Vocal
- Paul Waktaar: Guitarra, vocais
- Magne Furuholmen: Teclado, vocais